# 峨眉溪
峨眉溪，位於台灣苗栗縣的一條河川，為中央管河川中港溪的最大支流，流域跨越苗栗縣三灣鄉及新竹縣峨眉鄉、寶山鄉、北埔鄉、五峰鄉。集水區103平方公里，從上游至大壩為止長32.6公里。
峨眉溪發源於1,579公尺之鵝公髻山，匯合上游各溪向北流至北埔，然後折西流至峨眉，經大埔水庫在銅鑼圈與南庄溪會合。

## 水系主要河川
以下由下游至源頭列出水系主要河川，其中粗體字為主流河道。
- 峨眉溪：苗栗縣三灣鄉、新竹縣峨眉鄉、寶山鄉、北埔鄉、五峰鄉
  - 沙坑溪：苗栗縣三灣鄉
  - 石井溪：新竹縣峨眉鄉、寶山鄉
  - 石子溪：新竹縣峨眉鄉
  - 番婆坑溪：新竹縣峨眉鄉、北埔鄉
  - 水磜溪：新竹縣北埔鄉
  - 大湖溪：新竹縣北埔鄉
  - 大坪溪：新竹縣北埔鄉、五峰鄉

## 主要橋樑
以下由河口至源頭列出主流上之主要橋樑：

### 峨眉溪河段
- 峨眉橋（省道台3線）
- 舊峨眉橋（舊省道台3線）
- 銅富大橋（鄉道苗18-1線）
- 十寮坑大橋
- 十二寮大橋（鄉道竹49線）
- 大埔水庫（峨眉湖）大壩
- 細茅埔大橋
- 細茅埔吊橋
- 馬山大橋
- 獅頭坪大橋
- 湖光大橋（鄉道竹49線）
- 葫蘆肚大橋
- 無名橋
- 福基大橋（鄉道竹49線）
- 峨眉大橋（鄉道竹41線）
- 無名橋
- 無名橋

### 大坪溪河段
- 南埔大橋（鄉道竹45線）
- 大林橋（鄉道竹37線）
- 無名橋
- 壽昌橋（鄉道竹37線）
- 人行橋
- 冷泉吊橋